# نيكولاي كوستين
نيكولاي كوستين هو سياسي مولدوفي، ولد في 7 أبريل 1936 في Peciște ‏ في مولدوفا، وتوفي في 16 فبراير 1995 في كيشيناو في مولدوفا. نشط حزبياً في Popular Front of Moldova ‏. وقد انتخب عمدة كيشيناو ‏ (1990 – 9 أغسطس 1994) وانتخب عضو برلمان مولدوفا ‏ (1990 – ).